# Меркутлы
Меркутлы — деревня в Колосовском районе Омской области России. Входит в состав Кутырлинского сельского поселения.

## География
Деревня находится на севере центральной части Омской области, в пределах Ишимской равнины, на восточном берегу озера Меркутлы, на расстоянии примерно 56 километров (по прямой) к юго-западу от села Колосовка, административного центра района. Абсолютная высота — 107 метров над уровнем моря.

### Часовой пояс
Деревня Меркутлы, как и вся Омская область, находится в часовой зоне МСК+3. Смещение применяемого времени относительно UTC составляет +6:00.

## Население
| 2010 |
| ---- |
| 243  |

Гендерный состав
По данным Всероссийской переписи населения 2010 года в гендерной структуре населения мужчины составляли 45,7 %, женщины — соответственно 54,3 %.
Национальный состав
Согласно результатам переписи 2002 года, в национальной структуре населения русские составляли 96 % из 301 чел.

## Улицы
Уличная сеть деревни состоит из шести улиц.